# Al-Bikai'a
Al-Bikai'a també pronunciada al-Buqei'a (àrab: البقيعة, al-Buqayʿa), és una vila palestina de la governació de Tubas a Cisjordània, que inclou els tres llogarets de Khirbet al-'Atuf, al-Hadidiyah i al-Humsa. La zona ocupa 29.250 dúnams, la majoria de les quals està coberta pel Khirbet al-'Atuf. Està situada en una plana envoltada de muntanyes i amb una altitud de 50 metres sobre el nivell del mar. La població total d'al-Bikai'a era de 227 el 1997 i 1.850 el 2005. Segons l'Oficina Central Palestina d'Estadístiques, al-Hadidya tenia 183 habitants.
La mesquita d'Abu-Bakr as-Siddiq és l'única mesquita a al-Bikai'a i es troba a Khirbet al-'Atuf. Hi ha una escola i una escola bressol. La majoria dels residents van a les escoles de la propera Tammun. El 72,3% dels habitants saben llegir i escriure, d'aquests, dos terços són dones. L'agricultura constitueix el 95% de la població activa, mentre que el restant 5% treballa en la construcció israeliana.

## Història
Al-Bikai'a ha estat poblada des de l'era otomana a Palestina. Els pobles de la zona van ser abandonats inclòs un anomenat al-Sakaif. Eventualment els àrabs de la propera Tammun, principalment de les famílies Bani Odeh i Bsharat van assentar-se a la zona. Khirbet al-'Atuf porta el nom d' 'Atif, un soldat aiúbida que va morir durant les croades i al-Hadidiya rep el nom per la seva terra negre.

## Govern
Khirbet al-'Atuf és l'única localitat en el grup d'al-Bikai'a que té un comitè de govern. Es compon de quatre membres elegits i un empleat pagat. Les seves responsabilitats inclouen la compra i distribució d'aigua als seus habitants, l'obertura de camins i el subministrament d'electricitat als residents.